# Hugo Bernatzik
Hugo Adolf Bernatzik (Wenen, 26 maart 1897 - aldaar, 9 maart 1953) was een Oostenrijks etnoloog, reiziger en fotograaf.
Hugo Bernatzik, zoon van een staatsrechtsgeleerde, ging na zijn eindexamen vrijwillig onder de wapenen en diende voor zijn land in Albanië. Na de Eerste Wereldoorlog begon hij aan een studie medicijnen aan de Universiteit van Wenen, maar brak die af om te gaan reizen. Zijn tochten brachten hem naar Spanje, Egypte en andere delen van Noord-Afrika, de Soedan en Somalië. Hij zou over enkele van deze vroege reizen boeken schrijven. Pas in 1930 hervatte Bernatzik zijn studies in Wenen en specialiseerde zich in de etnologie, geografie en psychologie. Na zijn promotie in 1932 hervatte hij zijn reizen, nu naar Azië, de Grote Oceaan en West-Afrika. Hij deed onderzoek op de Bissagoseilanden (1930-1931), de Salomonseilanden (1932), Nieuw-Guinea (1933) en in Zuidoost-Azië (1936-1937). In 1939 werd hij benoemd tot hoogleraar aan de Universiteit van Graz, een benoeming die waarschijnlijk werd vergemakkelijkt door zijn lidmaatschap van de NSDAP, al dateerde dat van voor de Anschluss. Vanaf 1949 was Bernatzik weer op pad. Hij trok door Marokko, delen van de Balkan en door Lapland. In 1953 stierf hij aan een ziekte die hij in Noord-Afrika had opgelopen.
Hugo Bernatzik liet een omvangrijk oeuvre na, waaronder een meer malen herdrukt driedelig overzicht van de volken en culturen over de gehele wereld. Maar een groot deel van zijn publicaties bestaat uit mooi geïllustreerde, populair geschreven reis- en onderzoeksverslagen. Bovendien was hij een getalenteerd fotograaf. Zijn boeken werden in vele talen vertaald en hun aard en populariteit in de jaren vijftig vertonen grote overeenkomst met de veelgelezen Afrikaanse reisverslagen van de Nederlander Paul Julien, die evenals Hugo Bernatzik een onvermoeibaar reiziger en een verdienstelijk fotograaf was.

## Nederlandse vertalingen
- Gari-Gari; leven en avonturen bij de negers aan de Boven-Nijl. Den Haag, Stols, 1948
- De geesten van de gele bladeren; ontdekkingsreizen in Achter-Indië. Den Haag, Holle en Co., <1950.
- Zuidzee. Amsterdam, Uitgeversmaatschappij Holland, >1950.
- In het rijk der Bidjogo; de geheimzinnige eilanden in West-Afrika. Amsterdam, Uitgeversmaatschappij Holland, >1950.